# Natação no Campeonato Europeu de Esportes Aquáticos de 2016 - 1500 m livre masculino
A prova dos 1500 metros livre masculino da natação no Campeonato Europeu de Esportes Aquáticos de 2016 ocorreu nos dias 17 e 18 de maio em Londres, no Reino Unido. 

## Calendário
| Fase          | Data       | Hora  |
| ------------- | ---------- | ----- |
| Eliminatórias | 17 de maio | 11:29 |
| Final         | 18 de maio | 18:02 |

Todos os horários estão no horário local (UTC+0)

## Recordes
Antes desta competição, os recordes eram os seguintes:
| Recorde mundial       | Sun Yang             | 14:31.02 | Londres | 4 de agosto de 2012  |
| Recorde europeu       | Gregorio Paltrinieri | 14:39.67 | Cazã    | 8 de agosto de 2015  |
| Recorde do campeonato | Gregorio Paltrinieri | 14:39.93 | Berlim  | 20 de agosto de 2014 |

Os seguintes novos recordes foram estabelecidos durante esta competição. 
| Data       | Prova | Nadador              | Nacionalidade | Tempo    | Recordes |
| ---------- | ----- | -------------------- | ------------- | -------- | -------- |
| 18 de maio | Final | Gregorio Paltrinieri | Itália        | 14:34.04 | ,        |

## Medalhistas
| Ouro                       | Prata                | Bronze                   |
| Gregorio Paltrinieri (ITA) | Gabriele Detti (ITA) | Mykhailo Romanchuk (UKR) |

## Resultados

### Eliminatórias
Esses foram os resultados das eliminatórias. 
| Pos. | Bateria | Raia | Nadador              | Nacionalidade      | Tempo    | Notas |
| ---- | ------- | ---- | -------------------- | ------------------ | -------- | ----- |
| 1    | 4       | 4    | Gregorio Paltrinieri | Itália             | 14:46.81 | Q     |
| 2    | 3       | 4    | Gabriele Detti       | Itália             | 14:58.56 | Q     |
| 3    | 3       | 2    | Jan Micka            | Chéquia            | 14:58.62 | Q     |
| 4    | 4       | 6    | Mykhailo Romanchuk   | Ucrânia            | 14:59.13 | Q     |
| 5    | 4       | 5    | Henrik Christiansen  | Noruega            | 15:00.27 | Q     |
| 6    | 4       | 7    | Serhiy Frolov        | Ucrânia            | 15:02.33 | Q     |
| 7    | 3       | 5    | Gergely Gyurta       | Hungria            | 15:05.34 | Q     |
| 8    | 3       | 1    | Wojciech Wojdak      | Polónia            | 15:06.56 | Q     |
| 9    | 4       | 0    | Joris Bouchaut       | França             | 15:07.41 |       |
| 10   | 4       | 9    | Antonio Arroyo       | Espanha            | 15:07.71 |       |
| 11   | 4       | 1    | Ruwen Straub         | Alemanha           | 15:08.11 |       |
| 12   | 3       | 3    | Timothy Shuttleworth | Reino Unido        | 15:08.84 |       |
| 13   | 4       | 2    | Daniel Jervis        | Reino Unido        | 15:09.69 |       |
| 14   | 4       | 3    | Stephen Milne        | Reino Unido        | 15:09.73 |       |
| 15   | 3       | 0    | Marc Sánchez         | Espanha            | 15:10.06 |       |
| 16   | 3       | 9    | Kristóf Rasovszky    | Hungria            | 15:11.34 |       |
| 17   | 3       | 8    | Anton Ipsen          | Dinamarca          | 15:11.91 |       |
| 18   | 3       | 7    | Richárd Nagy         | Eslováquia         | 15:16.17 |       |
| 19   | 2       | 1    | Nezir Karap          | Turquia            | 15:16.29 |       |
| 20   | 3       | 6    | Pál Joensen          | Ilhas Feroé        | 15:16.44 |       |
| 21   | 2       | 4    | Martin Bau           | Eslovênia          | 15:16.71 |       |
| 22   | 2       | 3    | Marc Hinawi          | Israel             | 15:19.28 |       |
| 23   | 2       | 7    | Victor Johansson     | Suécia             | 15:20.44 |       |
| 24   | 2       | 2    | Filip Zaborowski     | Polónia            | 15:20.68 |       |
| 25   | 4       | 8    | Nicolas D'Oriano     | França             | 15:25.80 |       |
| 26   | 2       | 5    | Lander Hendrickx     | Bélgica            | 15:25.90 |       |
| 27   | 2       | 6    | Vuk Čelić            | Sérvia             | 15:31.65 |       |
| 28   | 2       | 9    | Ediz Yıldırımer      | Turquia            | 15:34.16 |       |
| 29   | 1       | 4    | Truls Wigdel         | Noruega            | 15:36.78 |       |
| 30   | 1       | 3    | Roman Dmitriyev      | Chéquia            | 15:36.81 |       |
| 31   | 1       | 5    | Grega Popović        | Eslovênia          | 15:41.01 |       |
| 32   | 2       | 8    | Ján Kútnik           | Chéquia            | 15:50.53 |       |
| 33   | 2       | 0    | Oli Mortensen        | Ilhas Feroé        | 16:24.42 |       |
| 34   | 1       | 2    | Franc Aleksi         | Albânia            | 16:36.10 |       |
| 35   | 1       | 6    | Andrej Stojanoski    | Macedônia do Norte | 17:24.96 |       |

### Final
Esse foi o resultado da final. 
| Pos.              | Raia | Nadador              | Nacionalidade | Tempo    | Notas |
| ----------------- | ---- | -------------------- | ------------- | -------- | ----- |
| Medalha de ouro   | 4    | Gregorio Paltrinieri | Itália        | 14:34.04 | ,     |
| Medalha de prata  | 5    | Gabriele Detti       | Itália        | 14:48.75 |       |
| Medalha de bronze | 6    | Mykhailo Romanchuk   | Ucrânia       | 14:50.33 |       |
| 4                 | 1    | Gergely Gyurta       | Hungria       | 14:57.06 |       |
| 5                 | 3    | Jan Micka            | Chéquia       | 14:58.73 |       |
| 6                 | 8    | Wojciech Wojdak      | Polónia       | 14:59.66 |       |
| 7                 | 2    | Henrik Christiansen  | Noruega       | 15:04.60 |       |
| 8                 | 7    | Serhiy Frolov        | Ucrânia       | 15:05.05 |       |

Legenda
| Recorde mundial       | Recorde mundial (World record)               |                       | Recorde africano                      | Recorde africano (African) |                                           | Q | Classificado por posição (Qualified) |
| Recorde do campeonato | Recorde do campeonato (Championship record)  | Recorde da América    | Recorde da América (Americas)         | q                          | Classificado por melhor tempo (Qualified) |   |                                      |
| Melhor marca do ano   | Melhor marca do ano (World leading)          | Recorde asiático      | Recorde asiático (Asian)              | DNS                        | Não largou (Did not start)                |   |                                      |
| Recorde nacional      | Recorde nacional (National record)           | Recorde europeu       | Recorde europeu (European)            | DNF                        | Não terminou (Did not finish)             |   |                                      |
| Recorde pessoal       | Recorde pessoal do atleta (Personal best)    | Recorde da Oceania    | Recorde da Oceania (Oceania)          | DSQ / DQ                   | Desclassificado (Disqualified)            |   |                                      |
| Recorde da temporada  | Recorde da temporada do atleta (Season best) | Recorde sul-americano | Recorde sul-americano (South America) | NM                         | Sem marca (No mark)                       |   |                                      |